# 1604 az irodalomban
Az 1604. év az irodalomban.

## Események
- november 1. – William Shakespeare Othellójának bemutatója Londonban.

## Publikációk
- Szenczi Molnár Albert: Dictionarium Latino–Ungaricum et Ungarico–Latinum (Latin–magyar és magyar–latin szótár).
- Pázmány Péter: Kempis Tamasnak Christvs követeserül Négy könyvei. Mellyeket magiarra forditott.
- Mateo Alemán Guzmán de Alfarache című pikareszk regényének második része. (Az első részt 1599-ben adták ki).

## Születések
- ? – Medgyesi Pál teológus, író, műfordító, a magyar puritánus irodalom képviselője († 1663)
- ? – Jean Mairet francia drámaíró († 1686)

## Halálozások
- szeptember 10. – William Morgan wales-i püspök, aki görög és héber nyelvről elsőként fordította le walesi nyelvre a teljes Bibliát (* 1545)